# ليتل جيمي كينغ
ليتل جيمي كينغ (بالإنجليزية: Little Jimmy King)‏ هو كاتب أغاني ومغني أمريكي، ولد في 4 ديسمبر 1964 في ممفيس في الولايات المتحدة، وتوفي في 21 يوليو 2002 بسبب نوبة قلبية.

## وصلات خارجية
- ليتل جيمي كينغ على موقع IMDb (الإنجليزية)
- ليتل جيمي كينغ على موقع ميوزك برينز (الإنجليزية)
- ليتل جيمي كينغ على موقع ميوزك برينز (الإنجليزية)
- ليتل جيمي كينغ على موقع ديسكوغز (الإنجليزية)